# 家屋文鏡
家屋文鏡（かおくもんきょう）は、奈良県北葛城郡河合町の佐味田宝塚古墳において1881年（明治14年）に出土した、古墳時代前期にあたる4世紀の円鏡である。鏡背に家屋等と見られる建物の文様が描かれていることからこの名称で呼ばれ、日本列島の古代建築を知る上で重要な史料であるとされている。

## 様式
円鏡で、径は22.9センチメートル（23.5センチメートル、23.0センチメートル、22.7センチメートルとも）、縁高は8ミリメートルで、面に3ミリメートルほどの反りがある。紐は頂部がややつぶれて扁平になっており、これは同時期の倭鏡（仿製鏡）によくみられる半球状の紐とは異なっている。紐孔はおおむね半円形で、両端部よりも中央部分の幅が広がる「中ぶくれ」の形状をしている。重さ1190グラム。
半球紐をめぐって2本の線帯が描かれ、四隅に円座乳を配した方格によって囲まれる。この隙間には複線の斜角文が刻まれる。その外側にあたる内区の主文には、四角の鈕座の各辺を地にして4棟の家屋、雷電を表したと考えられる鉤型図形、飛禽（ひきん）、蓋（きぬがさ）、樹木などが描かれる。内区を4つに分割し、放射状に図案を配する様式は方格規矩鏡などにもみられるが、中国大陸式のものでは紐を上に、縁を下にするのが一般的であるのに対して、家屋文鏡はその上下が逆であることが特筆すべき差異である。こうした外倒しの図文は、その外部の飛禽文などおいても確認することができる。こうした特徴は前漢鏡などにもみられるが、日本列島の鏡としては非常に特殊なものである。内区外周には半円方形帯が配される。その外側に界圏がある。界圏の頂部は凹んでおり、斜面には鋸歯文が配される。界圏の外側の凹帯には鳥文が配され、その外側は厚みを増して外区となる。外区の外側には鋸歯文・複線波文・鋸歯文の順に文様帯が配され（鋸波鋸文）、最外部の鋸歯文には突線がみられる。この突線は、三角縁神獣鏡などにみられる外周突線と類似している。縁は斜縁であり、やや匙面状になっている。
これらはおおむね後漢鏡の型式を踏んでいるが、家屋文鏡は倭国（日本列島）でつくられたとみなされている。同鏡が仿製鏡である証左としては、半円方形帯の半円部に形が斉整でない波頭形が表され、本来銘文が書かれている方形内が珠点で埋められていること、飛禽走獣形のある画文帯が鼉龍鏡（だりゅうきょう）に類似していること、紐の方格が仿製方格規矩鏡と共通することなどが挙げられる。家屋を主題とするこのような図案は、日本列島で独自に考え出された図案であると考えられている。一方これには異説もあり、森浩一はこの文様が後漢代の屋舎人物画像鏡の系譜に属するものではないかと論じている。また、加藤一郎はフリーア美術館蔵鏡（F1939.52）のように、画像鏡には家屋を表現したものも存在していることを指摘する。

### 編年
家屋文鏡の制作時期は、半円方形帯と凹帯を指標として検討することができる。同鏡の半円形の内部には凹線の三渦文がみられ、方形の内部は十字形の複線で分節された4区画それぞれに、1つずつ珠点が打たれる。これを、車崎正彦が鼉龍鏡に対しておこなった分類に当てはめると、半円形はR II式、方形はX III式に該当する。また、凹帯の鳥文はN III式に該当する。また、辻田淳一郎の分類に当てはめると、半円形は3渦、方形はc、鳥文はdに該当する。こうした特徴をもつ鼉龍鏡として、坂本不言堂蔵鏡・天理参考館蔵鏡・山梨県岡銚子塚古墳などがあり、これらは下垣仁志によれば前期倭鏡編年の古段階新相（II段階）に位置づけられる。一方で、家屋文鏡にみられる半円方形帯の特徴は、奈良県衛門戸丸塚古墳出土対置式神獣系鏡（下垣の分類では前期倭鏡編年の中段階古相・III段階）などにもみられるもので、下垣はこれを佐味田宝塚古墳出土の他の鏡の様式を検討しつつ、同鏡を中段階古相（III段階）に位置づけられるものと論じている。
さらに、加藤は家屋文鏡の方格内部にみられる半球形の乳、外区文様の外周突線、縦長の三角形からなる鋸歯文といった特徴が斜縁神獣鏡に由来するものであるとして、同様に斜縁神獣鏡の影響をうけたとみられる倭鏡の検討から、家屋文鏡の制作時期を下垣の分類による前期倭鏡編年の中段階（III段階・IV段階）ないし加藤の分類における埴輪編年II期古相段階に位置づけられるものであるとする見解を示した。

## 来歴

### 佐味田宝塚古墳と被葬者

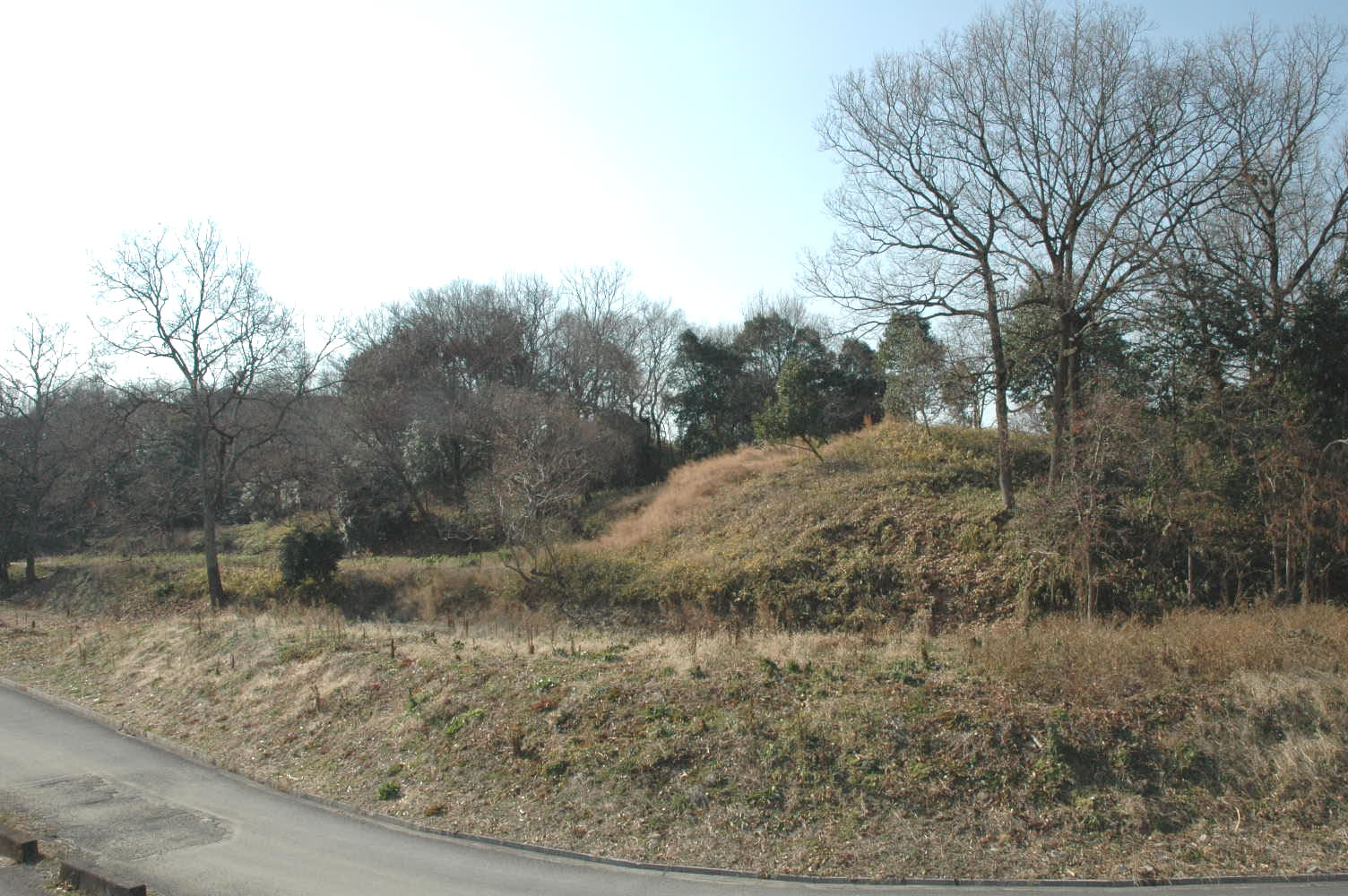
佐味田宝塚古墳（2009年撮影）

家屋文鏡は、奈良県北葛城郡河合町の佐味田宝塚古墳から出土した。同古墳は自然地形を利用した、東北面の前方後円墳で、4世紀後半から末頃の築造と考えられている。墳丘長112メートル、後円部直径60メートル、前方部幅45メートル、後円部高8メートル、前方部高8メートル。奈良盆地の西方に広がる馬見古墳群の中で中核的な位置をしめる、大型の古墳である。馬見古墳群はおおきく大塚山古墳群・巣山古墳群・築山古墳群という3つのサブグループに分類することができるが、佐味田宝塚古墳はうち巣山古墳に属する最古の古墳である。
被葬者は不明であるが、馬見古墳群は、葛城郡という立地から、葛城氏の墳墓であるとする説がある。一方で、同古墳群の大部分は隣接する広瀬郡に属していることから、これらすべてが葛城氏の奥津城とは考えられず、大王家に関連するものではないかという異説も出ている。和田萃は、葛城氏の本貫地は南部の掖上であり、「葛城」の名を付す神社が金剛・葛城・二上の山麓地帯に限られることなどからも、馬見丘陵が同氏の勢力範囲であったとは考えられず、これらの古墳群は大王家にかかわるものであると論じている。また、大型の前方後円墳が多すぎることも、馬見古墳群と大王家の関連性をあらわす証左であるとみなされたが、これに対して小笠原好彦は、同古墳群では最古期のものである新山古墳が前方後方墳であることを背景に、これを退けている。河上邦彦は、『延喜式』に高市皇子の三立岡墓、押坂彦人大兄皇子の成相墓（牧野古墳に比定）といった、同地域の墓所を大王家に属するものとする記録があることを参考に、最北部の大塚山古墳群については大王家の墓所として、のこりの巣山古墳群と築山古墳群については、葛城氏が周辺勢力に取り込まれる中でつくった墓所であるとみなす見解をしめしている。

### 検出と収蔵
家屋文鏡は1881年（明治14年）、松本勘三郎ら地元民が後円部を発掘した際、検出されたものである。この発掘により、粘土槨と推定される埋葬施設からは、鏡36面・石製品・勾玉・管玉・銅鏃・巴形銅器・石製模造品などが見つかった。正式な発掘調査によるものではないため、正確性を期すことはできないものの、梅原末治による聞き取りによれば、当時の様子は以下の通りであった。
後円部頂上より約四五尺にして幅二尺、深三尺内外の小石を以て積める楕円形の輪状の如きものあり、内部は粘土を以て埋もれたるが、之を見るに一部分に朱の附着せるものありしを以て、其の部を発掘せしに刀剣、槍先、甲冑等の腐食して互に附着せし塊状をなせるものを発見し、更に細部全部を掘り拡げしに長さ六尺、幅三尺内外、即ち略畳一枚の大きさに等しき木船あり、其の上部に鱗状をなして三六面の鏡の存ぜるを掘出し、船の前の土中より勾玉、管玉、石釧、香盒等無数の石製品を、後方両側より刀片其他を発見せしなりと云ふ。而して其の鏡は完全なりしは二〇面に足らざりしも、存在せる紐の数よりその三六面なるを知るを得たり。
このときの出土遺物は博物局と宮内庁に折半して買い上げられた。のちに、これらの出土品は宮内庁書陵部・東京国立博物館・奈良国立博物館の分有するところとなり、家屋文鏡については、宮内庁の所蔵となっている。なお、奈良国立博物館所蔵の銅鏡4面は、「奈良県佐味田宝塚古墳出土品」として2001年（平成13年）6月22日に重要文化財に登録されている。

## 図像

### 建物図像
家屋文鏡の内区には4棟の建物が描かれる。本項では池浩三にならい、これらを入母屋屋根・伏屋形式の「A棟」、切妻屋根・高床建築の「B棟」、入母屋屋根・高床建築の「C棟」、入母屋屋根・平屋の「D棟」と整理する。

#### A棟

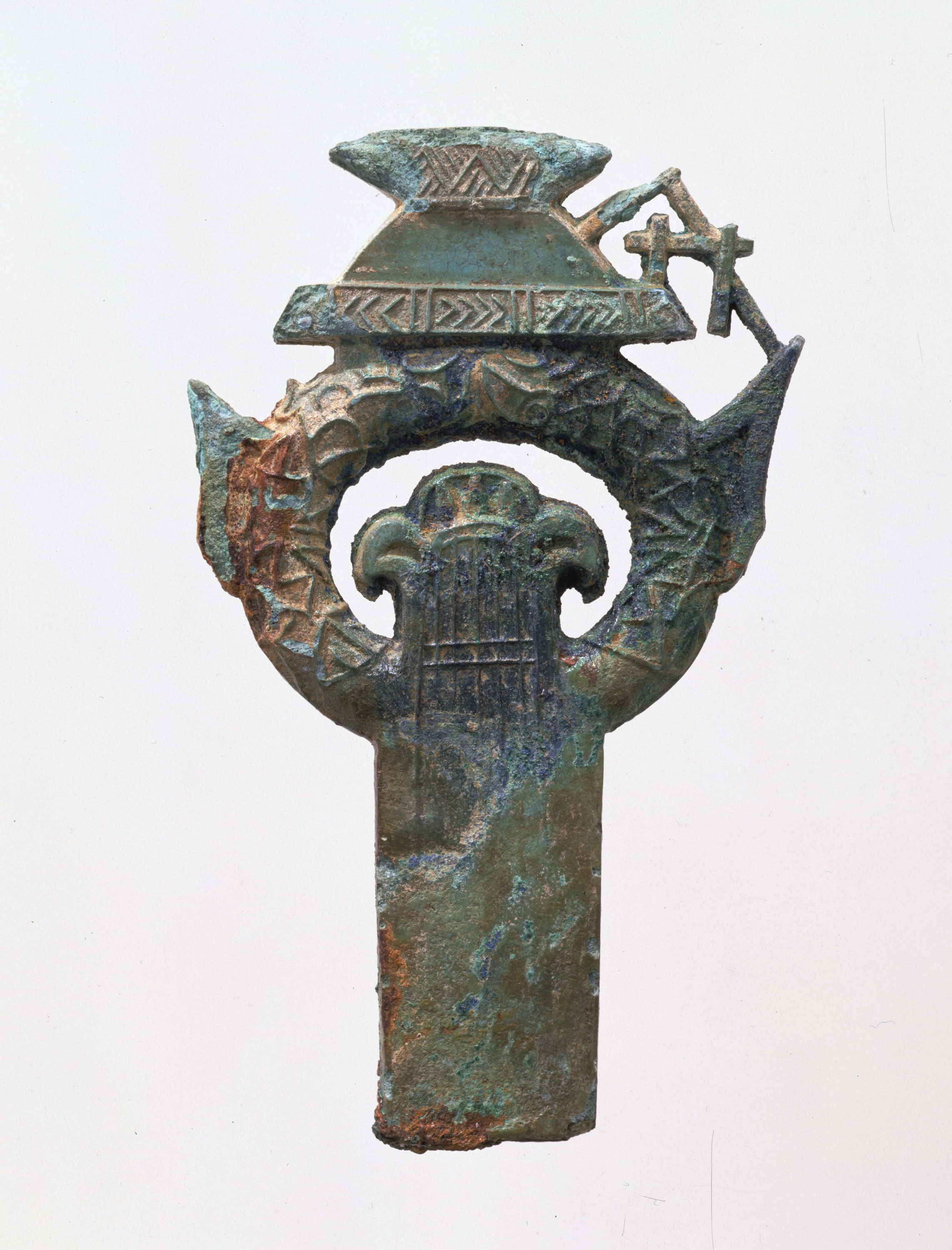
東大寺山古墳出土家形飾環頭大刀柄頭。A棟との類似性が指摘される。

A棟はいわゆる竪穴建物（竪穴住居）、あるいは万葉集にみられる「廬屋（ふせや）」「伏廬（ふせいほ）」「田廬（たぶせ）」を連想させる外見をしており、多くの研究者が竪穴住居そのものであると断じている。一方で、太田博太郎は貴族の鏡に描かれた家屋様式をもって庶民の一般住居を復原しようとすることに慎重な姿勢を見せている。低い土壇から立ち上がっており、建物の左側には棒で押し上げられた扉が描かれ、その前に2本の短い柱に横木を渡した門のようなものがあり、長い柄の菅蓋がさしかけられている。こうした蓋の存在は、A棟と貴人の関わりを示唆するものであり、A棟が単なる住居建築ではなく、なんらかの特殊な用途をもっていたことをあらわしている。太田茂比佐はこの建物にみえる蓋がC棟にみえるものの半分くらいの大きさであることから、A棟は非常に巨大な建物であるという説を唱えている。また、平井聖はこの説を援用しながら、A棟が集会場のような役割をもつ施設であったという説を提示している。門のようなものについては、蓋を支えるための装置とも考えられるが、図文の祭祀的性格から、池浩三はこれが『貞観儀式』の施設にみられるような「神服柏棚」といったものである可能性を指摘している。また、近藤喜博は、これが井戸ではないかとする説を提示している。
妻ころびの大きい上部の屋根の先端には千木のような交差した2本の線が描かれている。土壇として表現されている部分については、都出比呂志により竪穴建物の屋根裾に土堤（周提）が張り巡らされたものであるという見解が示されており、のちに群馬県渋川市の中筋遺跡や黒井峯遺跡などでそのような遺構が検出されたことから、そのようにみなしうることが明らかになっている。また、東大寺山古墳出土環頭大刀の柄飾りにはA棟と類似する家屋があしらわれている。池は、刀柄や鏡といった宝飾品の図案としてこのような建物がもちいられる理由として、A棟様の建物が大嘗祭施設の前身にあたるような、いわゆる「ムロ」のような施設であったという説を提示している。

#### B棟

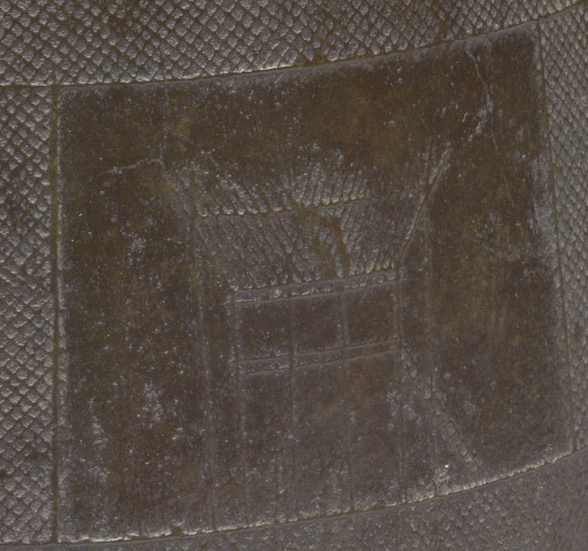
伝香川県出土・袈裟襷文銅鐸の家屋図案。B棟との類似性が指摘されている。

B棟は切妻屋根・桁行2間の高床建物であり、おなじく千木を配した転びの大きな屋根を有する。床下には山状、床上は平行の線刻が描かれており、両者は異なる材質であった可能性がある。床上は網代であり、床下は板壁と考えられている。車崎正彦は、この網代壁について、纒向遺跡南飛塚地区の木組みとの関連性を指摘している。
B棟は高床倉庫であると比定されているが、太田博太郎はこのような比定に留保の姿勢をみせている。とはいえ関野克による登呂遺跡の研究などの影響もあり、この説についてはおおむね異論はない。同様の建物は4世紀遺構の古墳から出土する埴輪や、伝香川県出土袈裟襷文銅鐸や唐古・鍵遺跡出土土器の図案などからも見出すことができる。一方で、これらの図案においては棟持柱が描かれる一方、B棟にはそのようなものがみあたらない。B棟の全体の印象については、しばしば出雲大社本殿や神魂神社本殿にみられるような、大社造の建築と比較される。
建物の左側には手すりのない梯子がかけられている。階段の位置から、入り口は妻側にあることがわかる。このような梯子は、登呂遺跡や山木遺跡、その他、西日本の各所から出土している。これらはいずれも1本の木材から削り出したもので、約30センチメートルほどの間隔で、軸に直交する踏み込みを設けている。B棟の梯子についても同様のものであろうと考えられている。

#### C棟

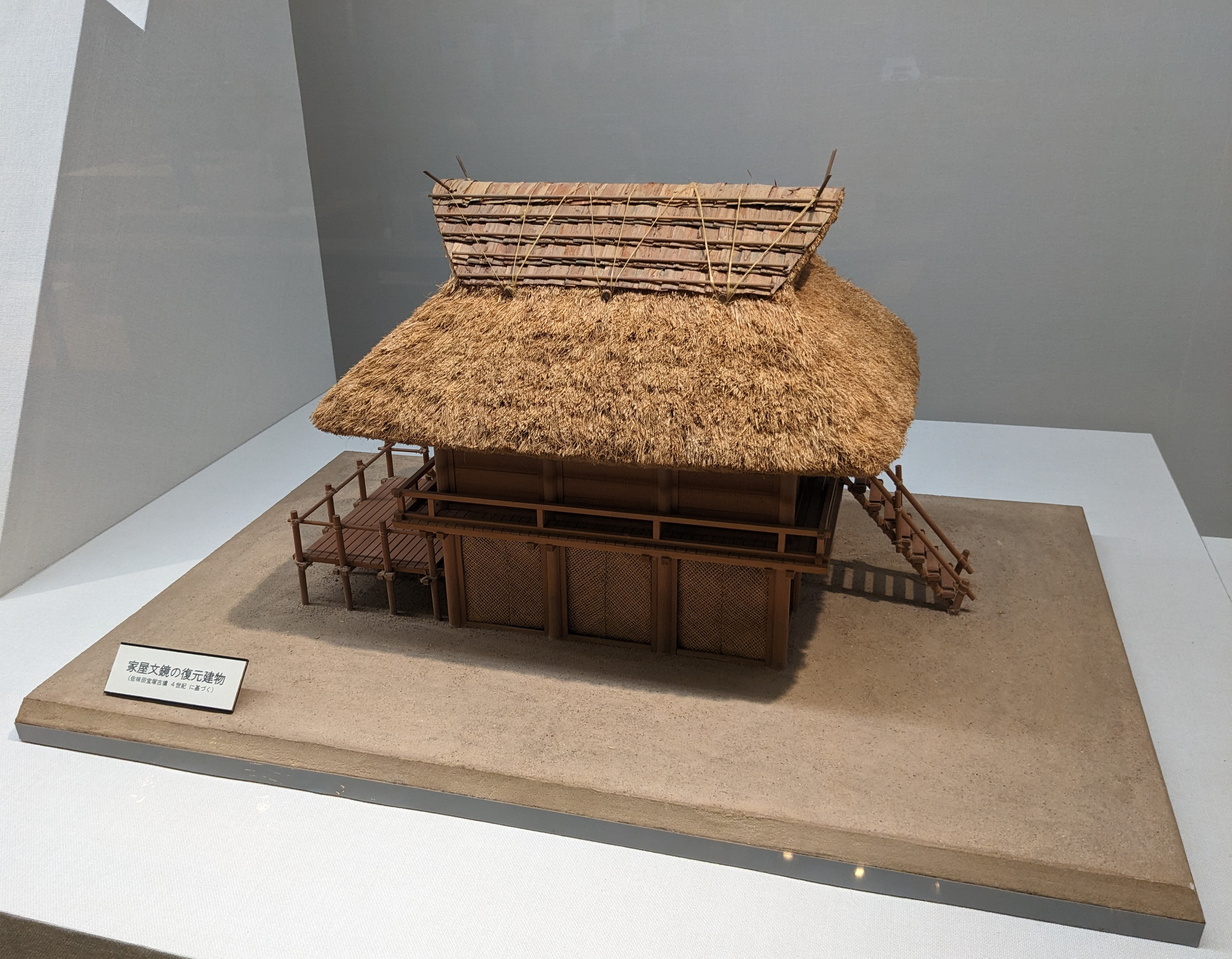
家屋文鏡C棟の復元建物（奈良県立橿原考古学研究所付属博物館所蔵）

C棟は入母屋・桁行3間の高床建物であり、4本の柱がみえる。床下の柱間には山状の線刻があり、やはり網代であると考えられている。また、壁には横線が引かれ、板壁の表現であるとみられる。A・B棟と同様に屋根に千木を配している。B棟とは異なり、階段に手すりがついており、階段の位置から、入り口は妻側にあることがわかる。左手には3本の柱から構成される露台のようなものが描かれている。この露台には手すりの表現はない。
家屋文鏡にみられる4つの建物のなかで一見してもっとも立派なものであり、門前には大きな蓋が立てかけられている。このような様子から、C棟は一般の建物ではなく、貴人の邸宅や集会場、祭祀施設といった何らかの特別な建物である可能性が指摘されている。

#### D棟
D棟は入母屋・桁行3間の平屋建物であり、屋根にはやはり千木を配している。柱は4本で、柱間には5本の横線、その中心に1本の縦線が惹かれている。これは板壁とも、両開きの扉の表現とも考えられる。柱は非常に太く、壁構造である可能性も示唆されている。また、柱の内部にはV字形の線刻が重ね入れられており、車崎はなんらかの装飾を意味すると考えている。D棟は、家屋文鏡主文に描かれる建物のうち、唯一平入りである。
何らかの土台の上に築かれている。太田博太郎や平井聖はこの建物を平地建物に比定する一方、関野貞はD棟に基壇のようなものが描かれていることを指摘している。木村徳国はそのことからD棟が大王を象徴するような建物であると想像しているが、一方でこれに反対する立場の研究者は、この部分は土居（土台）にすぎないと考えている。杉山信三は、秋田県北秋田市鷹巣の胡桃館遺跡で検出された平安時代の埋没家屋が、土居の上に厚板を積み重ねて構築される、いわゆる土台建物であることを指摘し、D棟についても同様の工法であることがありえるという説をものしている。

### その他の図像

#### 稲妻と坐像

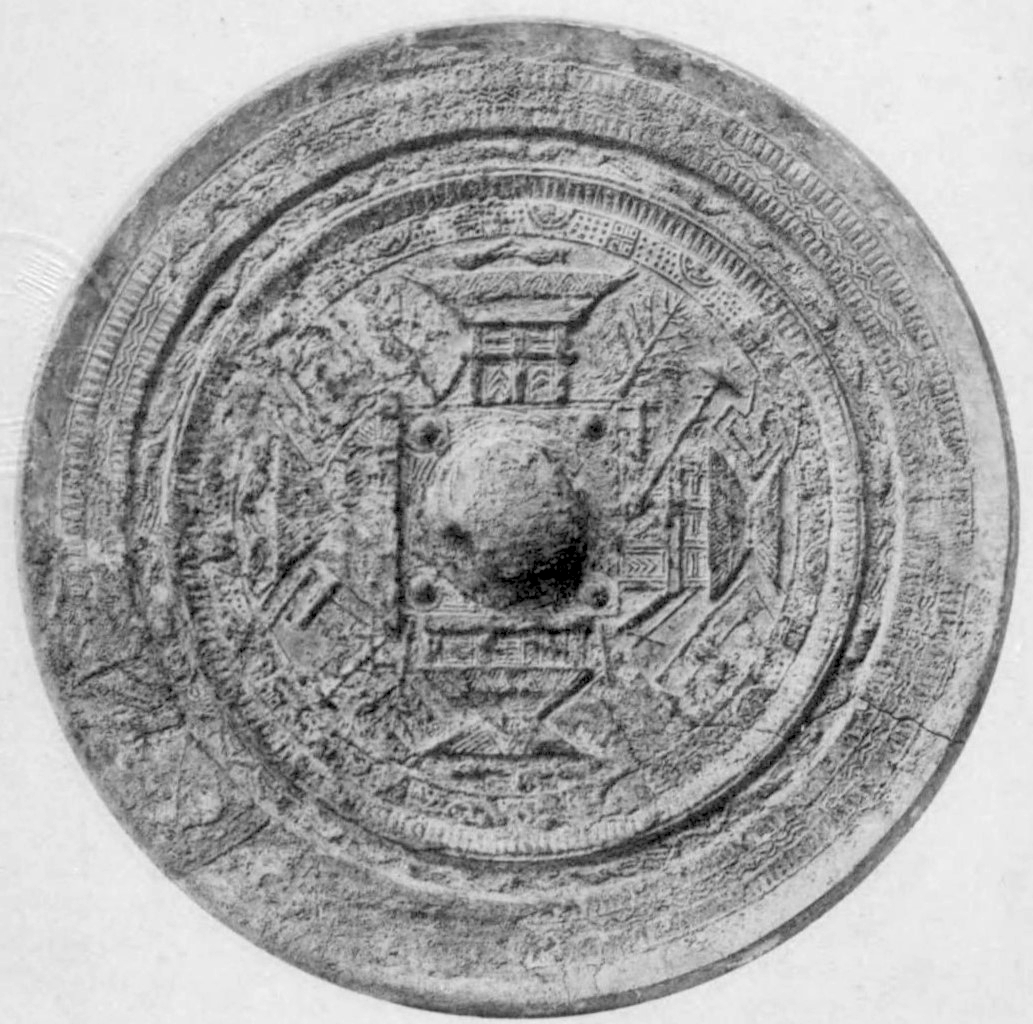
家屋文鏡（1927年撮影）。C棟の左右斜め上に稲妻、C棟以外の建物の屋上に鳥、B・C棟の両側に樹木のような図案がみえる。

C棟の左右斜め上に直線を鉤型に曲折された図形が描かれており、これは梅原末治以来、稲妻をあらわした紋刻であるとみなされている。池浩三は、家屋文鏡の雷電が建物の屋根に向けて放射されていることから、雷電は建物でおこなわれる儀式と不可分のなにかであった可能性が高いこと、古伝承において雷の表象は大嘗祭のような農耕儀式と結びついたものであることを指摘した。
さらに、その右側には不鮮明ながら人物の坐像のようなものを見てとることができる。梅原はこれを「神の類」なのではないかと論じているほか、辰巳和弘はこれを『日本書紀』にみえる少子部蜾蠃が雷を捉えたという話と関連付け、同建築は祭儀用の建物であり、坐像は神であるという説を提唱している。池は、この坐像は雷神のようなものであろうと論じている。
2015年に九州国立博物館と宮内庁がおこなった家屋文鏡のX線透過画像撮影を通じて、この複線状の角の間には点状の表現がみられることが明らかになった。この発見は、梅原以来の同図像を稲妻とする見解に疑義を生じさせるものである。加藤一郎は、こうした表現が中国において星座を表現するものとして用いられていたことを指摘するほか、これが檀もしくは囲型埴輪にみられる首長居宅といった、なんらかの構造物を省略的に表現した、平面図のようなものであった可能性についても触れている。また加藤は、X線透過画像によって得られた家屋文鏡の坐像は、対置式神獣鏡などにみられる「三分胴」の神像と同様の表現であると論じ、神像が平面図とともに描かれるこの図像は、「首長居宅の中枢部の情景を忠実に表現しようとしたもの」であるとする見解を示している。

#### 鳥
梅原はB・D棟の屋根上に「飛鳥かと思われる一種の虫状様の飛翔図形」を認めており、辰巳と池はA棟上にも同様の図案がみられることを指摘する。この鳥がなにであるかについては定説がないものの、頭にとさかのようなものが表現されたものもある。近藤はこれが雉ないし鶏であろうと論じているほか、佐原真は鶏であるとしている。
辰巳は、C棟にのみ鳥がみられないのは、高床建物の棟を高くしすぎたため、鳥を描き入れるだけの空間を確保することが難しかったからではないかと考えている。建物の上に鳥を載せる図案は、千葉県芝山町の殿部田1号古墳および、茨城県北那珂村篠沢で検出された家形埴輪などにみられるほか、京都府加悦町の作山古墳においても、おそらく家形埴輪に付随していたと考えられる、鳥を模した土製品が検出されている。辰巳は、『古事記』において鳥が神使や精霊としての性質をもっていたことを背景に、家屋文鏡の鳥の図案についても精霊や祖霊のようなものであり、建物はそうした神が座すような性質のものではないかと論じた。

#### 樹木
B・C棟の両側には、屋根に達する高さの樹木が描かれる。池はこの樹木について、建物の位置を示す標示にすぎないとも、賢木のようなものとも考えられると論じている。

## 研究史

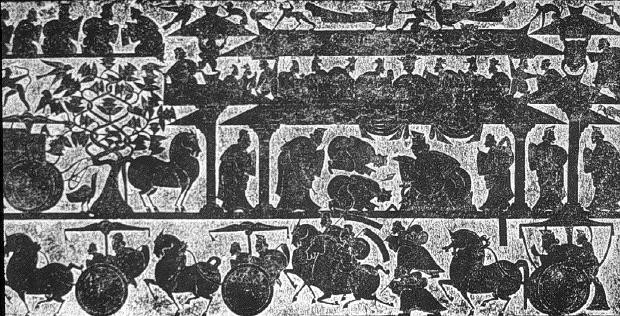
武氏祠楼閣人物車騎画像石

家屋文鏡の研究史は、1921年（大正10年）、梅原末治が『佐味田及新山古墳研究』を通して「半円方形画像鏡」として学会に紹介したことにはじまった。ここで梅原は図案を精査し、同鏡が中国大陸からの舶載品ではなく、日本列島で製造された仿製鏡の可能性が高いことを明らかにした。高橋健自は1927年（昭和2年）の『日本原始絵画』においてこの鏡を「家屋文鏡」と命名し、構図上の特色および各建物・文様の特色について論じた。また、後藤守一は1933年（昭和8年）の『上野国佐波郡赤堀村今井茶臼山古墳』および1942年（昭和17年）の『日本古代文化研究』において、家屋文鏡および家形埴輪をもとに、古墳時代の建築様式について論じた。堀口捨己は1948年（昭和23年）に「佐味田の鏡の家の図について-出雲大社と古代住居-」を発表し、各建物の細部を明らかにする線刻をおこなった。
家屋文鏡は、建物を中心とする自然の情景を文様としている。しかしこれらが単に風景を描いただけのものであるとは考えがたく、全体で何らかの意味を持つものであるという前提のもと、多くの研究者が図像の解釈を試みてきた。木村徳国は1972年（昭和47年）、家屋文鏡に描かれる建物は部族分立期・宗教的王者の出現期・倭国政権の成立期という各時代をあらわすものであると論じた。また、池は1983年（昭和58年）、この建物群は王位の就任儀礼のために新設されたものではないかとの推測をしている。
家屋文鏡の世界観は中国の神仙思想が日本列島で再解釈されたものであり、その図像は昇仙図に由来するものであるとする説がある。昇仙とはすなわち人間の霊魂が仙界にのぼることであり、昇仙図とはその様子を描いた美術のことである。土居光知は、C棟にみえる露台のようなもの、鳥、蓋と樹木といった図案は、武氏祠画像石に描かれる2階建ての楼閣と朱雀のような大鳥、幡蓋柱と桟敷、扶桑樹といった図像と対応するものであるとして、家屋文鏡は古代の舞台を描いたものであると論じた。一方で、池はこの解釈について、日本列島の工人は概して中国鏡の文様を表層的なかたちでのみ受け入れており、その思想や表現内容を取り入れようとした形跡はないとして、この説を退けている。小笠原好彦は、池の反論について、神獣鏡や画像鏡には神仙界の神が鋳されていることも多く、古墳時代の日本にはすでに神仙思想が伝来していたと考えるべきであり、こうした図像の一致が偶然であるとは考えがたいと、異論を呈している。小笠原は、家屋文鏡の図像は昇仙図の図案を背景とするものであり、家屋文鏡の描写は、当時の首長層が神仙界においても、自らの居館とかかわりをもつであろうという思想のもと描かれたものであろうと論じている。
森浩一は1988年（平成元年）、浙江省上虞県で検出された屋舎人物画像鏡の図像が家屋文鏡にいちじるしく類似していることを指摘している。この鏡は後漢代につくられたもので、図案は乳を中心に背面が4分割され、うち3区画に楼閣建築、もう1区画に西王母と思われる人物と、その従者が描かれるというものである。また、建物の間には白虎といった神獣が描かれる。王士倫によれば、これは崑崙山の景観を描いたものである。小笠原は、屋舎人物画像鏡では紐側に建物の屋根がくるのに対して、家屋文鏡ではその逆であること、屋舎人物画像鏡においては人物や神獣といった建物以外の要素も大きく描かれていることなど、両者には相違点があることも指摘しつつ、家屋文鏡がこうした中国鏡の系譜に位置づけられるべきものであることは疑いないとしている。